# مايك مونرو
مايك مونرو (بالإنجليزية: Mike Munro)‏ هو صحفي أسترالي، ولد في 12 أبريل 1952 في سيدني في أستراليا.

## وصلات خارجية
- مايك مونرو على موقع IMDb (الإنجليزية)
- مايك مونرو على موقع قاعدة بيانات الفيلم (الإنجليزية)